# 竹内次也
竹内 次也（たけうち つぐや、1944年（昭和19年）2月13日 - ）は、日本の実業家。仙台放送社長、フジテレビ常務取締役を務めた。京都府出身。

## 略歴
- 京都府立鴨沂高等学校卒業。
- 1966年3月 早稲田大学教育学部卒業。
- 1967年7月 フジテレビ入社。
- 1993年7月 営業局長。
- 1997年6月 取締役（営業統括本部 営業担当）。
- 2001年6月 常務取締役（営業・事業統括） 、石川テレビ放送・テレビ新広島取締役。
- 2003年6月 常務取締役（営業統括・事業・ライツ開発担当）、BSフジ取締役。
- 2004年6月 常務取締役（営業統括・事業・ライツ開発・デジタルコンテンツ担当）。
- 2005年6月 仙台放送代表取締役副社長。
- 2006年6月 同代表取締役社長。
- 2017年6月 同代表取締役会長。
- 2019年6月 同取締役相談役。
- 2022年6月 同特別顧問[1]。

## 逸話
鴨沂高校、早大時代は水球の選手であり、1965年にハンガリー・ブダペストで行われたユニバーシアード第4回大会では水球の日本代表として出場した。また東京五輪水球男子日本代表の竹内和也は兄である。